# 2013年12月瑞典斯德哥爾摩騷亂
2013年12月15日，瑞典首都斯德哥爾摩卡爾托普區舉行反種族主義示威期間發生了暴力衝突。示威活動由Linje 17組織，期間遭到新納粹分子的猛烈攻擊，兩名示威者和兩名警察受傷住院。

## 反種族主義示威
由卡爾托普區的種族主義活動日益增多，甚至在當地學校發現種族主義塗鴉，於是新成立的 Linje 17 組織了一場反種族主義示威。 大約200人參加了12月15日星期日的抗議活動，此次活動只有六名警察到位。然後大約40名瑞典抵抗運動(Svenska Motståndsrörelsen) 的男子戴上手指虎及手持鐵棒，打斷並襲擊了示威遊行。 他們向示威者扔石頭、瓶子和煙花。參加示威的極左反法西斯運動和革命陣線成員與新納粹分子正面衝突。

## 餘波

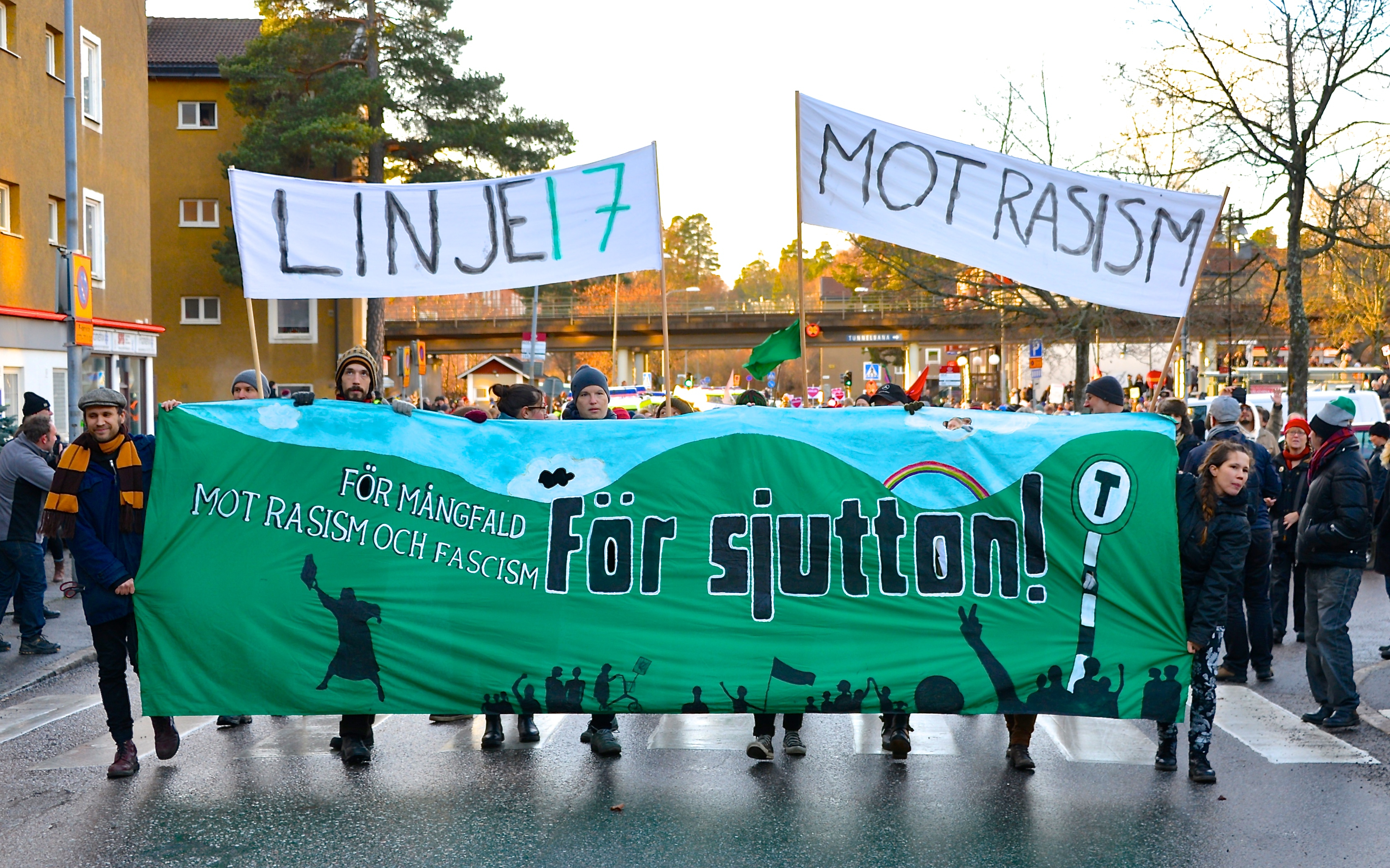
Linje 17的第二次示威，數千人參加。

事發後警方立即逮捕約28人，Linje 17在一周後的12月22日組織了第二次反種族主義示威，這次有16,000人參加，其中包括許多本地和知名藝術家和國會議員。
23名新納粹分子被判犯有暴力罪。2014年4月，一名極左翼活動人士因刺傷一名新納粹分子的而被判入獄六年半，罪名是過失殺人未遂、非法威脅、非法暴動和非法持有刀具。